# Le Houlme

Le Houlme este o comună în departamentul Seine-Maritime, Franța. În 1 ianuarie 2022 avea o populație de 4.127 de locuitori.